# 国吉真木朗
国吉 真木朗（くによし まきお、1978年8月20日 - ）は、日本で活動するVAPE（電子タバコ）のリキッド調合師である。日本電子タバコ協会の理事を務める他、国産リキッドメーカー『株式会社MK Lab』の代表取締役社長として自社でリキッドなどを開発・販売している。

## 概要
2011年に現行におけるVAPEと呼ばれるものの原型と出会い、2012年以降活動を世界へ広げVAPEリキッドの調合・開発を開始。その後様々な調合を試しつつ趣味として世界中のリキッドや機材を集め始めるが、この頃より世界のVAPER（VAPE愛好者）との交流が盛んに。
2013年後期、MK VAPEブランドの原型となるオリジナルリキッド（現在のMK VAPE Originalシリーズ）が完成させる。
2015年以降、日本でリキッド開発やVAPEに関するコンサルティング依頼の営業を活動を行う。
2015年後期、株式会社MK Labを設立。同時に日本電子タバコ協会の理事となる。

## 活動実績
- 国内発のVAPE ONLY Party電煙空間を2014年4月に開催
- VAPEの第一人者として朝日新聞の取材を受ける（2014年5月15日掲載)
- VAPE MASTERとしてフジテレビ系報道番組スーパーニュースの取材を受ける（2014年5月27日放送)
- 国内最大級のVAPEイベント、JPV meet2014[1]で司会を担当
- 東京ジョイポリスにて開催されたDJイベントRe:animation[2]にて業界初のVAPEブースを出店
- 国内最大級のVAPEイベント、JPV meet2015[3]で運営リーダーを担当
- 東京都と中野区が行ったイベント『中野文化祭～世界は中野に恋をする。～』にVAPEブースを出店[4]
- 業界初のアニメ・ゲームタイトルとVAPEメーカーのコラボレーションを達成。[5]
- 石破茂議員が名誉会長を務める『第43回　MAF展』にて、岡山・倉敷天領デニムとともに出展し外務大臣賞を受賞[6]
- 歌舞伎町プロレス一周年記念興行にて、プロレスとVAPEのコラボレーションを達成[7]

## 制作リキッド
MK VAPE Originalシリーズ
- HONEYDEW ハニーデュー（バニラ＆メロン）
- VANILLA DRAGONIUM バニラ ドラゴニウム（バニラ＆フルーティ）
- CAFE DE VAPE カフェ ド ベイプ（カフェ＆ナッツ）
- SMOOTH SMOKING スムーズ スモーキング（シガー＆タバコ）
- MAXIMUM IMPACT マキシマム インパクト（ハーブ＆メンソール）

こいこい（Koi-Koi）
- Misty Draw 霧流れ（濃厚バニラ＆メロン）
- Rainy Draw 雨流れ（濃厚バニラ＆ドラゴンフルーツ）
- Moon Light 月見（コーヒー＆チョコレート＆バニラ）

コラボレーション
- LABMEM ENERGY FUTURE GADGET 92-選ばれし者の知的飲料風味-（ドクターペッパー風）